# Joe Bauserman
Joseph N. Bauserman (né le 4 octobre 1985 à Leesburg) est un joueur américain de football américain.

## Lycée
Bauserman va à la Lincoln High School de Tallahassee en Floride. Il joue aussi pendant une saison à la Virginia High School où il est nommé All-State (sélection des meilleurs joueurs de l'État de Virginie) en football américain et baseball. En 2006, il est capitaine de l'équipe de Lincoln et parcourt 2000 yards à la passes et vingt-sept touchdowns.

## Carrière

### Baseball
Après ses études au lycée, Joe décide de ne pas intégrer une université et signe un contrat professionnel avec les Pirates de Pittsburgh. Il joue pour les GCL Pirates, Williamsport Crosscutters et les Hickory Crawdads.

### Université
En 2007, il entre à l'université d'État de l'Ohio où il intègre le programme universitaire de football. Lors de son arrivée, il est remplaçant de Terrelle Pryor. Il passe trois saisons dans ce rôle de remplaçant et joue de plus en plus au fil des saisons et est nommé titulaire pour la saison 2011. Il joue son premier match comme titulaire contre les Zips d'Akron le 3 septembre 2011 où il réussit douze passes sur seize pour 163 yards et trois passes pour touchdown, toute pour le tight end Jake Stoneburner pour une victoire sans appel de 42-0. Il marque aussi un touchdown personnel sur une course de quinze yards. Lors du match suivant, contre les Rockets de Toledo, il fait un match moyen où il réussit seize passes sur trente, donnant une passe pour touchdown. Les Buckeyes remportent le match 27-22.

## Palmarès
- Rose Bowl 2010
- Sugar Bowl 2011